# إنزو ماكارينيلي
إنزو ماكارينيلي (بالإنجليزية: Enzo Maccarinelli) مواليد 20 أغسطس 1980 في سوانزي، هو ملاكم ويلزي. بدأ مسيرته سنة 1999 بانتصار حققه.

## المسيرة الاحترافية
من نزالاته:
- ضد روي جونز جونيور (12-12-2015) فاز

## إحصائيات
خاض خلال مسيرته 49 نزالا، فاز في 41 وخسر في 8. فاز بالضربة القاضية في 33 نزالا.

## روابط خارجية
- إنزو ماكارينيلي على موقع بوكس ريك (الإنجليزية) (registration required)